# Anastassija Iwanowna Maximowa
Anastassija Iwanowna Maximowa (russisch Анастасия Ивановна Максимова; * 27. Juni 1991 in Petrosawodsk, Russische SFSR) ist eine russische Rhythmische Sportgymnastin und Olympiasiegerin.

## Erfolge
Bei den Olympischen Spielen 2016 in Rio de Janeiro gelang Anastassija Maximowa im Gruppenmehrkampf ihr größter Karriereerfolg. Mit 36,233 Punkten setzte sie sich zusammen mit Wera Birjukowa, Anastassija Blisnjuk, Anastassija Tatarewa und Marija Tolkatschowa vor den spanischen und den bulgarischen Turnerinnen durch und sicherte sich die Goldmedaille, womit sie Olympiasiegerin wurde. Für den Sieg wurde sie ebenso wie ihre Mannschaftskameradinnen mit dem Orden der Freundschaft ausgezeichnet.
Zahlreiche Erfolge gelangen Maximowa auch bei Welt- und Europameisterschaften. 2009 wurde sie in Mie Weltmeisterin in der Gruppe mit fünf Ringen und sicherte sich außerdem die Bronzemedaillen im Gruppenmehrkampf und im Gruppenwettbewerb mit zwei Seilen und drei Bällen. 2013 folgte in Kiew mit der Gruppe mit zwei Bändern und drei Bällern der zweite Weltmeistertitel, im Gruppenmehrkampf gewann sie eine weitere Bronzemedaille. Ihr drittes WM-Gold gewann sie 2014 in Izmir mit der Gruppe mit zwei Bändern und drei Bällen. In Stuttgart wurde Maximowa 2015 Weltmeisterin im Gruppenmehrkampf und in der Gruppe mit sechs Keulen und zwei Ringen, während sie in der Gruppe mit fünf Bändern Silber gewann. 2019 sicherte sie sich in Baku sowohl in der Gruppe mit fünf Bändern als auch im Gruppenmehrkampf die Goldmedaille. In der Gruppe mit fünf Bällen belegte sie den dritten Platz. Auf kontinentaler Ebene gelangen Maximowa 2014 in Baku im Gruppenmehrkampf und in der Gruppe mit zwei Bändern und drei Bällen ihre ersten beiden Titelgewinne. In der Gruppe mit zehn Keulen wurde sie derweil Zweite. Sowohl 2016 in Cholon als auch 2021 in Warna wurde sie im Gruppenmehrkampf Europameisterin, außerdem gewann sie 2021 auch in der Mannschaftswertung den Titel. In der Gruppe mit fünf Bällen schloss sie 2021 den Wettbewerb auf Rang zwei ab.
Bei der Sommer-Universiade 2013 in Kasan gewann Maximowa insgesamt drei Goldmedaillen. Weitere Erfolge gelangen ihr bei den Europaspielen. 2015 sicherte sie sich in Baku in der Gruppe mit fünf Bällen und im Gruppenmehrkampf die Goldmedaille, 2019 in Minsk gelang ihr dieser Erfolg in der Gruppe mit fünf Bändern. Den Gruppenmehrkampf beendete sie 2019 auf dem Bronzerang.